# Plagiogramma glabra
Plagiogramma glabra är en skalbaggsart som först beskrevs av Heinrich Bickhardt 1911.  Plagiogramma glabra ingår i släktet Plagiogramma och familjen stumpbaggar. Inga underarter finns listade i Catalogue of Life.